# Голуб Богдана Олегівна
Богда́на Оле́гівна Го́луб — українська спортсменка, заслужений майстер спорту України з джиу-джитсу. Майстер спорту України зі спортивної аеробіки. Магістр математичних наук КНУ імені Т.Г. Шевченка. Доброволець. Військова волонтерка.

## Життєпис
Богдана Голуб народилася 6 червня 1992 у Запоріжжі. Здобула середню освіту в гімназії № 143 в Києві, золота медаль, математичний клас.
З самого дитинства в спорті. У віці трьох років Батько віддав в секцію спортивної гімнастики.
Навчалась в Київський національний університет імені Тараса Шевченка, де здобула вищу освіту зі ступенем "магістр математичних наук".
11 років займалась Спортивна аеробіка - зараз аеробна гімнастика. Отримала звання Майстер спорту України.
У 2013 році захопилась бразильским джиу-джитсу. Отримала чорний пасок з бжж у 2022. У 2022 отримала звання Заслужений Майстер спорту України.
Чемпіонати Європи з джиу-джитсу: Чемпіонка Європи 2022 , тричі срібна призерка чемпіонатів Європи в різних вагових: 2019 - вагова "до 70кг", 2021 - вагова "до 63кг", 2024 - вагова "до 57кг".
Чемпіонати Світу з джиу-джитсу: Срібна призерка чемпіонату Світу 2022 у ваговій "до 70кг", бронзова призерка чемпіонату Світу 2021у ваговій "до 63кг".
Олімпіада з неолімпійських видів спорту з джиу-джитсу: Всесвітні ігри-2022 — срібна нагорода у ваговій "до 63кг".
Проживає в Києві.
Повномасштабна війна